# Cúp bóng đá nữ châu Á 2018
Cúp bóng đá nữ châu Á 2018 (tiếng Anh: 2018 AFC Women's Asian Cup) là Cúp bóng đá nữ châu Á lần thứ 19 do Liên đoàn bóng đá châu Á (AFC) tổ chức. Ban đầu giải được dự kiến được tổ chức tại Jordan từ ngày 7 đến 22 tháng 4 năm 2018, nhưng sau đó được đổi thành 6–20 tháng 4 năm 2018.
Giải đấu là giai đoạn cuối cùng của vòng loại Giải vô địch bóng đá nữ thế giới 2019 khu vực châu Á, trong đó 5 đội tuyển xuất sắc nhất sẽ góp mặt tại Cúp thế giới ở Pháp.
Nhật Bản đã đánh bại Úc 1–0 trong trận chung kết để giành chức vô địch thứ hai liên tiếp. Ở trận tranh hạng ba trong cùng ngày, Trung Quốc đánh bại Thái Lan 3–1.

## Vòng loại
Lễ bốc thăm vòng loại được tổ chức vào ngày 21 tháng 1 năm 2017. Ba đội có thành tích tốt nhất Cúp bóng đá nữ châu Á 2014 không phải tham dự vòng loại, trong khi Jordan cũng vượt qua vòng loại với tư cách chủ nhà nhưng quyết định vẫn tham gia vòng loại. Các trận đấu được diễn ra từ ngày 3 đến ngày 12 tháng 4 năm 2017.

### Các đội tuyển vượt qua vòng loại
Dưới đây là tám đội tuyển được vượt qua vòng loại.
| Đội         | Tư cách      | Số lần dự | Thành tích tốt nhất                                        | Bảng xếp hạng FIFA lúc bắt đầu giải |
| ----------- | ------------ | --------- | ---------------------------------------------------------- | ----------------------------------- |
| Jordan      | Chủ nhà      | 2 lần     | Vòng bảng (2014)                                           | 51                                  |
| Nhật Bản    | Vô địch 2014 | 16 lần    | Vô địch (2014)                                             | 11                                  |
| Úc          | Á quân 2014  | 6 lần     | Vô địch (2010)                                             | 6                                   |
| Trung Quốc  | Hạng ba 2014 | 14 lần    | Vô địch (1986, 1989, 1991, 1993, 1995, 1997, 1999, 2006)   | 17                                  |
| Philippines | Nhì bảng A   | 9 lần     | Vòng bảng (1981, 1983, 1993, 1995, 1997, 1999, 2001, 2003) | 72                                  |
| Hàn Quốc    | Nhất bảng B  | 12 lần    | Hạng ba (2003)                                             | 16                                  |
| Thái Lan    | Nhất bảng C  | 16 lần    | Vô địch (1983)                                             | 30                                  |
| Việt Nam    | Nhất bảng D  | 8 lần     | Vòng bảng (1999, 2001, 2003, 2006, 2008, 2010, 2014)       | 35                                  |

Ghi chú:
1. ↑  Do đội nhất bảng A Jordan đã giành quyền dự vòng chung kết với tư cách chủ nhà, Philippines cũng giành quyền dự vòng chung kết do là đội nhì bảng.[10]

## Địa điểm
| Amman                      | Sân vận động Quốc tế AmmanSân vận động Quốc vương Abdullah II | Amman                               |
| -------------------------- | ------------------------------------------------------------- | ----------------------------------- |
| Sân vận động Quốc tế Amman | Sân vận động Quốc tế AmmanSân vận động Quốc vương Abdullah II | Sân vận động Quốc vương Abdullah II |
|                            | Sân vận động Quốc tế AmmanSân vận động Quốc vương Abdullah II |                                     |
| Sức chứa: 17.619           | Sân vận động Quốc tế AmmanSân vận động Quốc vương Abdullah II | Sức chứa: 13.000                    |

## Bốc thăm
Lễ bốc thăm được tổ chức vào ngày 9 tháng 12 năm 2017, lúc 13:00 EET (UTC+2), tại Trung tâm Hội nghị Nhà vua Hussein bin Talal trên bờ biển phía đông của Biển Chết. Tám đội tuyển đã được chia thành 2 bảng 4 đội. Các đội tuyển được phân hạt giống theo thành tích của họ tại vòng chung kết Cúp bóng đá nữ châu Á 2014 và vòng loại, trong khi chủ nhà Jordan được phân vị trí A1.
| Nhóm 1                              | Nhóm 2              | Nhóm 3                  | Nhóm 4                     |
| ----------------------------------- | ------------------- | ----------------------- | -------------------------- |
| 1. Jordan (chủ nhà; A1) 2. Nhật Bản | 1. Úc 2. Trung Quốc | 1. Hàn Quốc 2. Thái Lan | 1. Việt Nam 2. Philippines |

## Danh sách cầu thủ
Mỗi đội tuyển phải đăng ký một đội hình tổi thiểu 18 cầu thủ và tối đa 23 cầu thủ, tối thiểu 3 cầu thủ trong số họ phải là thủ môn (Quy tắc bài viết 31.4 và 31.5).

## Trọng tài
10 trọng tài và 12 trợ lý trọng tài được chỉ định tại vòng chung kết.
Trọng tài
- Kate Jacewicz
- Casey Reibelt
- Tần Lượng
- Mahsa Ghorbani
- Yamashita Yoshimi
- Ri Hyang-Ok
- Oh Hyeon-Jeong
- Thein Thein Aye
- Edita Mirabidova
- Công Thị Dung

Trợ lý trọng tài
- Cui Yongmei
- Fang Yan
- Uvena Fernandes
- Ensieh Khabaz
- Hagio Maiko
- Teshirogi Naomi
- Hong Kum-Nyo
- Kim Kyoung-Min
- Lee Seul-Gi
- Heba Saadieh
- Rohaidah Bte Mohd Nasir
- Trương Thị Lệ Trinh

## Vòng bảng
Hai đội đầu mỗi bảng giành vé dự Giải vô địch bóng đá nữ thế giới 2019 cũng như giành quyền vào bán kết. Các đội xếp hạng ba của mỗi bảng tiến vào trận tranh hạng năm.
Giờ địa phương là EEST (UTC+3).

### Bảng A
| VT | Đội         | ST | T | H | B | BT | BB | HS  | Đ | Giành quyền tham dự                       |
| -- | ----------- | -- | - | - | - | -- | -- | --- | - | ----------------------------------------- |
| 1  | Trung Quốc  | 3  | 3 | 0 | 0 | 15 | 1  | +14 | 9 | Vòng đấu loại trực tiếp và World Cup 2019 |
| 2  | Thái Lan    | 3  | 2 | 0 | 1 | 9  | 6  | +3  | 6 | Vòng đấu loại trực tiếp và World Cup 2019 |
| 3  | Philippines | 3  | 1 | 0 | 2 | 3  | 7  | −4  | 3 | Tranh hạng năm                            |
| 4  | Jordan (H)  | 3  | 0 | 0 | 3 | 3  | 16 | −13 | 0 |                                           |

| Trung Quốc                                           | 4–0      | Thái Lan |
| ---------------------------------------------------- | -------- | -------- |
| - Tống Đoan 56', 77' - Wang Shuang 63' - Li Ying 67' | Chi tiết |          |

| Jordan       | 1–2      | Philippines                     |
| ------------ | -------- | ------------------------------- |
| - Jbarah 15' | Chi tiết | - Khair 51' (l.n.) - Bolden 76' |

| Philippines | 0–3      | Trung Quốc                      |
| ----------- | -------- | ------------------------------- |
|             | Chi tiết | - Ma Jun 31' - Li Ying 17', 57' |

| Thái Lan                                                                       | 6–1      | Jordan      |
| ------------------------------------------------------------------------------ | -------- | ----------- |
| - Suchawadee 1', 69' - Taneekarn 6' - Silawan 39' - Kanjana 41' - Pitsamai 90' | Chi tiết | Jebreen 43' |

| Jordan       | 1–8      | Trung Quốc                                                                                                 |
| ------------ | -------- | --- |
| - Sabbah 17' | Chi tiết | - Wang Shuang 14', 53', 84' - Khair 41' (l.n.) - Tống Đoan 51' - Li Ying 60', 72' (ph.đ.) - Tang Jiali 86' |

| Thái Lan                                 | 3–1      | Philippines   |
| ---------------------------------------- | -------- | ------------- |
| - Kanjana 28' (ph.đ.), 53' - Silawan 62' | Chi tiết | - Shugg 90+3' |

### Bảng B
| VT | Đội      | ST | T | H | B | BT | BB | HS  | Đ | Giành quyền tham dự                       |
| -- | -------- | -- | - | - | - | -- | -- | --- | - | ----------------------------------------- |
| 1  | Úc       | 3  | 1 | 2 | 0 | 9  | 1  | +8  | 5 | Vòng đấu loại trực tiếp và World Cup 2019 |
| 2  | Nhật Bản | 3  | 1 | 2 | 0 | 5  | 1  | +4  | 5 | Vòng đấu loại trực tiếp và World Cup 2019 |
| 3  | Hàn Quốc | 3  | 1 | 2 | 0 | 4  | 0  | +4  | 5 | Tranh hạng năm                            |
| 4  | Việt Nam | 3  | 0 | 0 | 3 | 0  | 16 | −16 | 0 |                                           |

1. 1 2 3  Kết quả đội đối đầu: Úc 0–0 Hàn Quốc, Hàn Quốc 0–0 Nhật Bản, Nhật Bản 1–1 Úc. Bảng xếp hạng đội đối đầu:
  - Úc: 2 điểm, 0 BT, 1 BB
  - Nhật Bản: 2 điểm, 0 BT, 1 BB
  - Hàn Quốc: 2 điểm, 0 BT, 0 BB

South Korea are ranked third on head-to-head goals scored. Australia and Japan are tied on their own head-to-head result, and are ranked on total goal difference.

| Nhật Bản                                                 | 4–0      | Việt Nam |
| -------------------------------------------------------- | -------- | -------- |
| - Yokoyama 3' - Nakajima 17' - Iwabuchi 57' - Tanaka 66' | Chi tiết |          |

| Úc | 0–0      | Hàn Quốc |
| -- | -------- | -------- |
|    | Chi tiết |          |

| Hàn Quốc | 0–0      | Nhật Bản |
| -------- | -------- | -------- |
|          | Chi tiết |          |

| Việt Nam | 0–8      | Úc |
| -------- | -------- | --- |
|          | Chi tiết | - Simon 8' - Kennedy 18' - Logarzo 21' - van Egmond 28' - Kerr 44', 51' - Nguyễn Thị Tuyết Dung 71' (l.n.) - Raso 75' |

| Nhật Bản        | 1–1      | Úc         |
| --------------- | -------- | ---------- |
| - Sakaguchi 63' | Chi tiết | - Kerr 86' |

| Hàn Quốc                                                  | 4–0      | Việt Nam |
| --------------------------------------------------------- | -------- | -------- |
| - Cho So-Hyun 14' - Lee Geum-Min 38' - Lee Min-a 49', 73' | Chi tiết |          |

## Vòng đấu loại trực tiếp
Trong vòng đấu loại trực tiếp, hiệp phụ và loạt sút luân lưu được sử dụng để quyết định đội thắng nếu cần thiết, ngoại trừ cho tranh hạng ba nơi loạt sút luân lưu (không có hiệp phụ) được sử dụng để quyết định đội thắng nếu cần thiết.

### Sơ đồ
|  | Bán kết            | Bán kết |                    |       | Chung kết | Chung kết |
|  |                    |         |                    |       |           |           |
|  | 17 tháng 4 – Amman |         |                    |       |           |           |
|  |                    |         |                    |       |           |           |
|  | Trung Quốc         | 1       |                    |       |           |           |
|  | Trung Quốc         | 1       | 20 tháng 4 – Amman |       |           |           |
|  | Nhật Bản           | 3       |                    |       |           |           |
|  | Nhật Bản           | 3       | Nhật Bản           | 1     |           |           |
|  | 17 tháng 4 – Amman |         | Nhật Bản           | 1     |           |           |
|  |                    | Úc      | 0                  |       |           |           |
|  | Úc (p)             | Úc      | 0                  | 2 (3) |           |           |
|  | Úc (p)             |         |                    | 2 (3) |           |           |
|  | Thái Lan           | 2 (1)   |                    |       |           |           |
|  | Thái Lan           | 2 (1)   | Tranh hạng ba      |       |           |           |
|  |                    |         |                    |       |           |           |
|  | 20 tháng 4 – Amman |         |                    |       |           |           |
|  |                    |         |                    |       |           |           |
|  | Trung Quốc         | 3       |                    |       |           |           |
|  | Trung Quốc         | 3       |                    |       |           |           |
|  | Thái Lan           | 1       |                    |       |           |           |

|  | Tranh hạng năm     |   |
|  |                    |   |
|  | 16 tháng 4 – Amman |   |
|  |                    |   |
|  | Philippines        | 0 |
|  | Philippines        | 0 |
|  | Hàn Quốc           | 5 |
|  | Hàn Quốc           | 5 |

### Tranh hạng năm
Đội thắng giành vé dự Giải vô địch bóng đá nữ thế giới 2019.
| Philippines | 0–5      | Hàn Quốc                                                                              |
| ----------- | -------- | ------------------------------------------------------------------------------------- |
|             | Chi tiết | - Jang Sel-Gi 34' - Lee Min-a 45+3' - Lim Seon-Joo 56' - Cho So-Hyun 66', 84' (ph.đ.) |

### Bán kết
| Úc                                                       | 2–2 (s.h.p.) | Thái Lan                              |
| -------------------------------------------------------- | ------------ | ------------------------------------- |
| - Kanjanaporn 17' (l.n.) - Kennedy 90+1'                 | Chi tiết     | - Kanjana 20' - Rattikan 63'          |
| Loạt sút luân lưu                                        |              |                                       |
| - van Egmond - Kellond-Knight - De Vanna - Catley - Kerr | 3–1          | - Ainon - Sunisa - Silawan - Pitsamai |

| Trung Quốc            | 1–3      | Nhật Bản                                   |
| --------------------- | -------- | ------------------------------------------ |
| - Li Ying 90' (ph.đ.) | Chi tiết | - Iwabuchi 39' - Yokoyama 85', 88' (ph.đ.) |

### Tranh hạng ba
| Trung Quốc                                        | 3–1      | Thái Lan       |
| ------------------------------------------------- | -------- | -------------- |
| - Li Ying 51' - Wang Shanshan 56' - Tống Đoan 61' | Chi tiết | - Rattikan 81' |

### Chung kết
| Nhật Bản       | 1–0      | Úc |
| -------------- | -------- | -- |
| - Yokoyama 84' | Chi tiết |    |

## Vô địch
| Cúp bóng đá nữ châu Á 2018 |
| -------------------------- |
| · Nhật Bản · Lần thứ hai   |

## Giải thưởng
| Cầu thủ xuất sắc nhất | Vua phá lưới    | Giải phong cách |
| --------------------- | --------------- | --------------- |
| Iwabuchi Mana         | Li Ying (7 bàn) | Nhật Bản        |

## Cầu thủ ghi bàn
7 bàn
- Li Ying

4 bàn
- Tống Đoan
- Wang Shuang
- Yokoyama Kumi
- Kanjana Sungngoen

3 bàn
- Sam Kerr
- Cho So-Hyun
- Lee Min-a

2 bàn
- Alanna Kennedy
- Iwabuchi Mana
- Rattikan Thongsombut
- Silawan Intamee
- Suchawadee Nildhamrong

1 bàn
- Chloe Logarzo
- Hayley Raso
- Kyah Simon
- Emily van Egmond
- Ma Jun
- Tang Jiali
- Wang Shanshan
- Nakajima Emi
- Sakaguchi Mizuho
- Tanaka Mina
- Maysa Jbarah
- Shahnaz Jebreen
- Sarah Abu-Sabbah
- Jang Sel-Gi
- Lee Geum-Min
- Lim Seon-Joo
- Sarina Bolden
- Jesse Shugg
- Pitsamai Sornsai
- Taneekarn Dangda

2 bàn phản lưới nhà
- Yasmeen Khair (gặp Trung Quốc và Philippines)

1 bàn phản lưới nhà
- Kanjanaporn Saengkoon (trong trận gặp Úc)
- Nguyễn Thị Tuyết Dung (trong trận gặp Úc)

## Bản quyền truyền hình và tài trợ
Le Sports mua lại bản quyền phát sóng và sản xuất tín hiệu quyền ở Trung Quốc. Nhà sản xuất lốp xe Continental thông báo họ sẽ là nhà tài trợ chính thức.